# Scleroptila afra
El francolín aligris, también francolín de alas grises o francolín de ala gris (Scleroptila afra) es una especie de ave galliforme de la familia Phasianidae propia del África austral.

## Distribución
Se la encuentra en Lesoto y Sudáfrica.